# Rio Papocas
O rio Papocas é um curso d'água que banha o litoral sul do estado brasileiro da Paraíba. É o principal rio do município de Alhandra e faz parte da bacia hidrográfica do rio Abiaí.

## Etimologia
Etimologicamente, as duas teses mais aceitas são a do historiador Teodoro Sampaio, que crê que o termo Papocas é uma corruptela do tupi i-popoca, que significa “água que estronda, que arrebenta com fragor”, e a do botânico Von Martius, que acredita que a denominação venha de hy-pocoçu, “o rio que atravessa uma lagoa e alcança o oceano”. O historiador Horácio de Almeida sugeriu, em sua História da Paraíba, que o rio se chamava “Sumaúna” anteriormente.
Na historiografia, o rio foi sempre citado com grafias diversas Popoca, Popocas, Ipopoca ou Papocas, esta última a oficialmente utilizada pelo IBGE.

## História
Nos relatos de Pero Vaz de Caminha na Corografia Brazilica, há a seguinte citação sobre o Papocas:
O rio Ipopoca na proximidade do mar atravessa o lago Abiaí, que tem cinco milhas de comprimento norte–sul, com largura proporcionada; cria diversidades de pescado e recolhe várias ribeiras, das quais as mais consideráveis são a Jaguarema e Camaçari.
A região da foz do Papocas–Abiaí foi durante o período da capitania da Paraíba chamada de “Porto dos Franceses”, em virtude da constante presença destes nesse estuário nessa laguna do litoral sul paraibano, muito convidativa à ancoragem dos navios da época.

## Sub-bacia

### Características gerais
Principal tributário da bacia do Abiaí, o Papocas nasce no distrito de Riacho Preto, no município de Pedras de Fogo e, após percorrer quase 30 quilômetros, deságua no Abiaí, poucos quilômetros de este lançar suas águas numa laguna coberta de manguezal às margens do oceano Atlântico. O Papocas tem, como principais afluentes, os riachos Taperubus e Cupiçura.

### Sistema Abiaí–Papocas
O projeto de construção do sistema adutor Abiaí–Papocas, idealizado no governo de José Maranhão, foi destinado a solucionar o problema de abastecimento de água tratada da Grande João Pessoa até 2025, evitando, assim, o colapso do sistema Gramame–Mamuaba.
Essa adutora translitorânea é um projeto que está em obras no litoral sul paraibano há alguns anos e prevê beneficiar a população da Grande João Pessoa (Bayeux, Cabedelo, Conde, João Pessoa e Santa Rita), com o sistema de adutora de água trazida da bacia do Abiaí (rios Papocas e Cupiçura). Prevê-se que a nova adutora proveja, também, água para os municípios de Alhandra e Conde. O sistema compreende a captação em três pequenas barragens nos rios Cupiçura, Taperubus–Popocas e Abiaí.
Essa obra translitorânea, que está a cargo do Grupo Camargo Corrêa, é a maior obra do Programa de Aceleração do Crescimento (PAC I) da Paraíba e está orçada em 153 milhões de reais. A obra é certificada ambientalmente com o selo de qualidade ISO 14001.